# Pistacia lentiscus
Il lentisco (Pistacia lentiscus L., 1753) è un arbusto sempreverde della famiglia delle Anacardiacee. Secondo il vocabolario Treccani, può essere chiamato anche "lentìschio".

## Descrizione

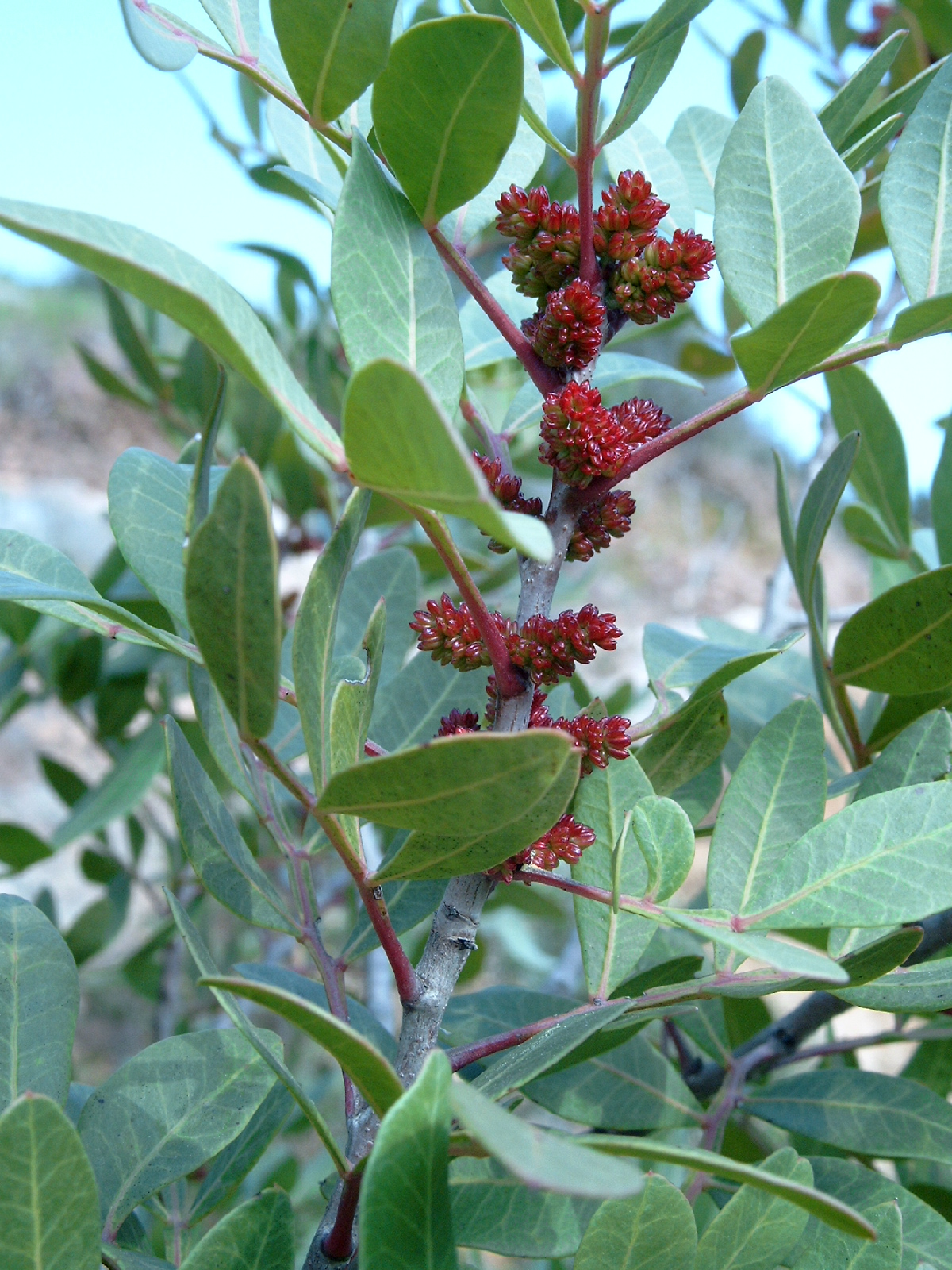
Infiorescenze

La pianta ha un portamento cespuglioso, raramente arboreo, in genere fino a 3-4 metri d'altezza. La chioma è generalmente densa per la fitta ramificazione, glaucescente, di forma globosa. L'intera pianta emana un forte odore resinoso. La corteccia è grigio cinerina, il legno di colore roseo.
Le foglie sono alterne, paripennate, composte da 6-10 foglioline ovato-ellittiche a margine intero e apice ottuso. Il picciolo è appiattito e alato. L'intera foglia è glabra.
Il lentisco è una specie dioica, con fiori femminili e fiori maschili separati su piante differenti. In entrambi i sessi i fiori sono piccoli, rossastri, raccolti in infiorescenze a pannocchia di forma cilindrica, portati all'ascella delle foglie dei rametti dell'anno precedente.
Il frutto è una piccola drupa sferica o ovoidale, di 4–5 mm di diametro, di colore rosso, tendente al nero nel corso della maturazione.
La fioritura ha luogo in primavera, da aprile a maggio. I frutti rossi sono ben visibili in piena estate e in autunno e maturano in inverno.

## Distribuzione e habitat

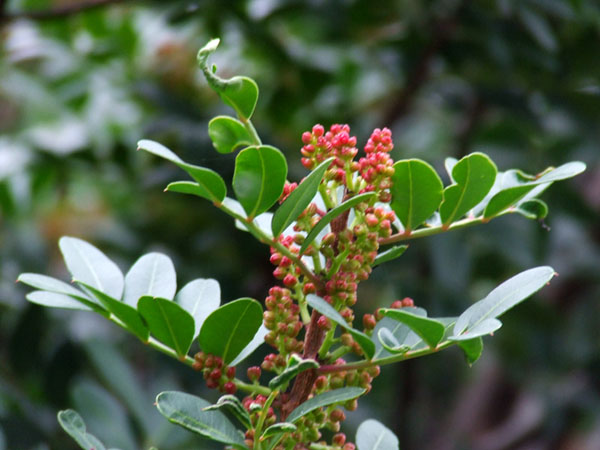
Drupe

Il lentisco è una specie diffusa in tutto il bacino del Mediterraneo prevalentemente nelle regioni costiere, in pianura e in bassa collina. In genere non si spinge oltre i 400-600 metri. La zona fitoclimatica di vegetazione è il Lauretum. In Italia è diffuso in Liguria, nella penisola e nelle isole. Sul versante adriatico occidentale non si spinge oltre Ancona. In quello orientale risale molto più a Nord, arrivando a tutta la costa dell'Istria.
È una pianta eliofila, termofila e xerofila, resiste bene a condizioni prolungate di aridità, mentre teme le gelate. Non ha particolari esigenze pedologiche.

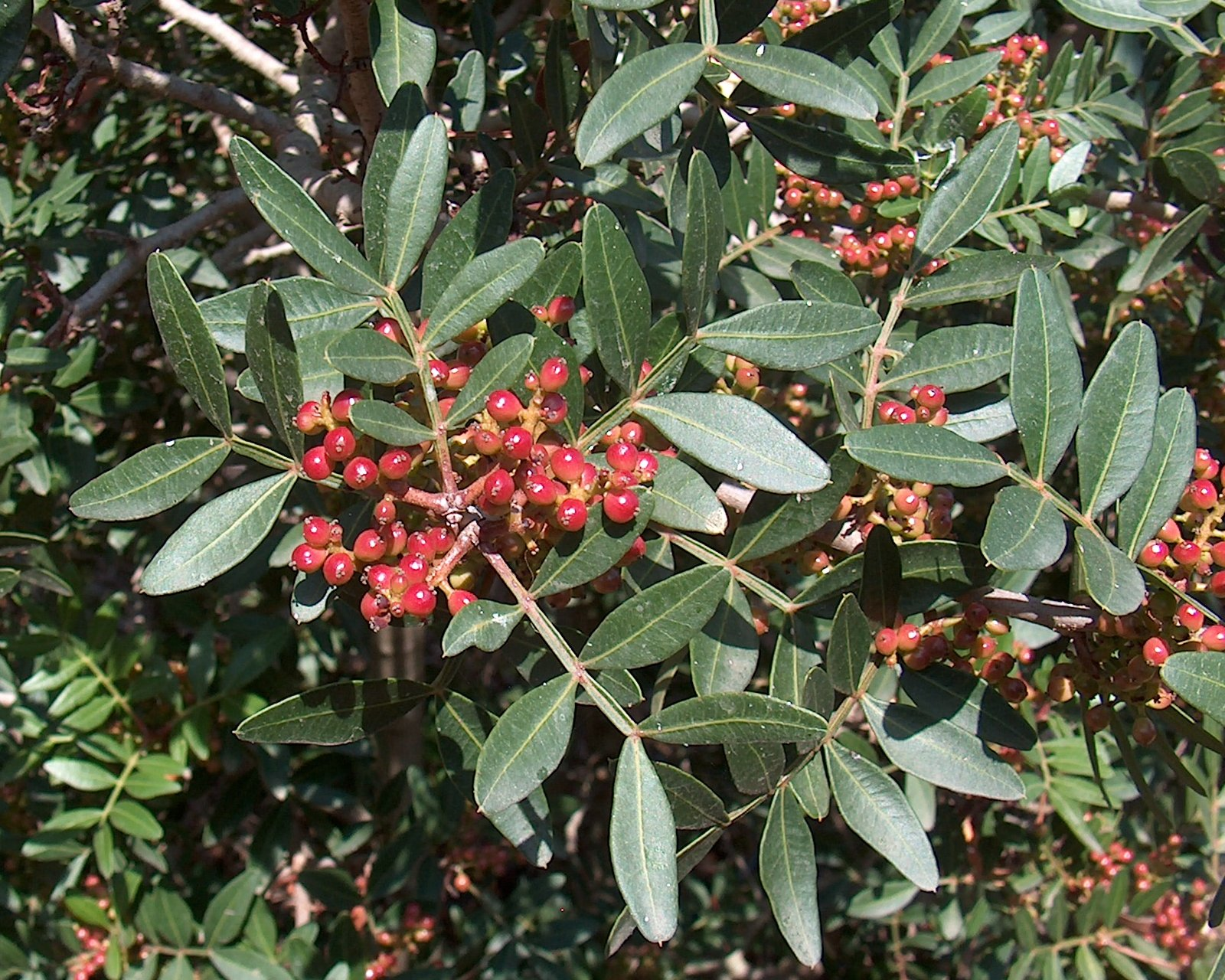
Drupe

È uno degli arbusti più diffusi e rappresentativi dell'Oleo-ceratonion, spesso in associazione con l'olivastro e il mirto. Più sporadica è la sua presenza nella macchia mediterranea e nella gariga. Grazie alla sua frugalità e ad una discreta resistenza agli incendi è piuttosto frequente anche nei pascoli cespugliati e nelle aree più degradate residue della macchia.
Al lentisco vengono riconosciute proprietà pedogenetiche ed è considerata una specie miglioratrice nel terreno. Il terriccio presente sotto i cespugli di questa specie è considerato un buon substrato per il giardinaggio. Per questi motivi la specie è importante, dal punto ecologico, per il recupero e l'evoluzione di aree degradate.

## Utilizzo
Pur avendo perso gran parte della sua antica importanza, il lentisco è una specie che ha ancora una larga utilizzazione per molteplici scopi.

### Oli di lentisco
Dal lentisco si possono estrarre diversi oli: un olio fisso estratto dai semi e due oli essenziali estratti rispettivamente dalle foglie o dai frutti  (N°Cas: 90082-82-9).
In Sardegna l'olio di semi di lentisco (oll'e stincu) è stato fino al XX secolo il grasso alimentare vegetale più consumato dopo l'olio d'oliva e dell'olio di olivastro. L'olio d'oliva di una certa qualità era infatti destinato alle mense dei ricchi e per le occasioni particolari, mentre gran parte dell'olio prodotto, essendo di scarsa qualità, era utilizzato prevalentemente per alimentare le lampade. L'olio di lentisco era forse apprezzato per le sue spiccate proprietà aromatiche, di gran lunga superiori a quelle dell'olio lampante, ma in ogni modo si trattava di un alimento destinato alle mense dei poveri, a cui si faceva largo ricorso in periodi di carestia e in occasioni di scarso raccolto dagli olivi e dagli olivastri.
La tradizione dell'olio di lentisco come grasso alimentare si è persa nella metà del XX secolo, allorché nel Secondo Dopoguerra si è avuta una maggiore diffusione prima dell'olio d'oliva, poi degli altri oli di semi. 
Si tratta di un olio con una resa bassa (8-13%), di conseguenza relativamente costoso, anche se estratto a solvente. Una ricerca su una cultivar tunisina ha rilevato una resa del 35,37%. con una distribuzione di acidi grassi (50-60% acido oleico, 20-30% acido palmitico, 10-25% acido linoleico) molto simile a quella di decine di piante oleaginose con resa molto più alta. L'olio non raffinato si distingue per la sua alta percentuale di tocoli ( tocoferoli e tocotrienoli totali: 1-8 ‰) con una prevalenza di α-tocoferolo, δ-tocoferolo e δ-tocotrienolo, diversamente distribuiti dipendendo dalla varietà, dalle modalità di estrazione, dalla maturazione e dalle condizioni climatiche.  I tocoli e alcuni fenoli presenti nell'olio di semi di lentisco gli attribuiscono forte attività antiossidante. L'olio di lentisco ha avuto rare utilizzazioni sporadiche come prodotto di nicchia o per scopi folcloristici. Attualmente, può essere usato come ingrediente cosmetico per le sue proprietà idratanti e antimicrobiche con nome INCI: PISTACIA LENTISCUS SEED OIL. Uno studio dimostrerebbe la sua efficacia come cicatrizzante su bruciature fatte con il laser.
Gli oli essenziali di lentisco, caratterizzati da α-pinene, limonene, p-cimene e terpinen-4-olo, possono essere utilizzati nell'industria dei profumi e degli aromi.

### Legno

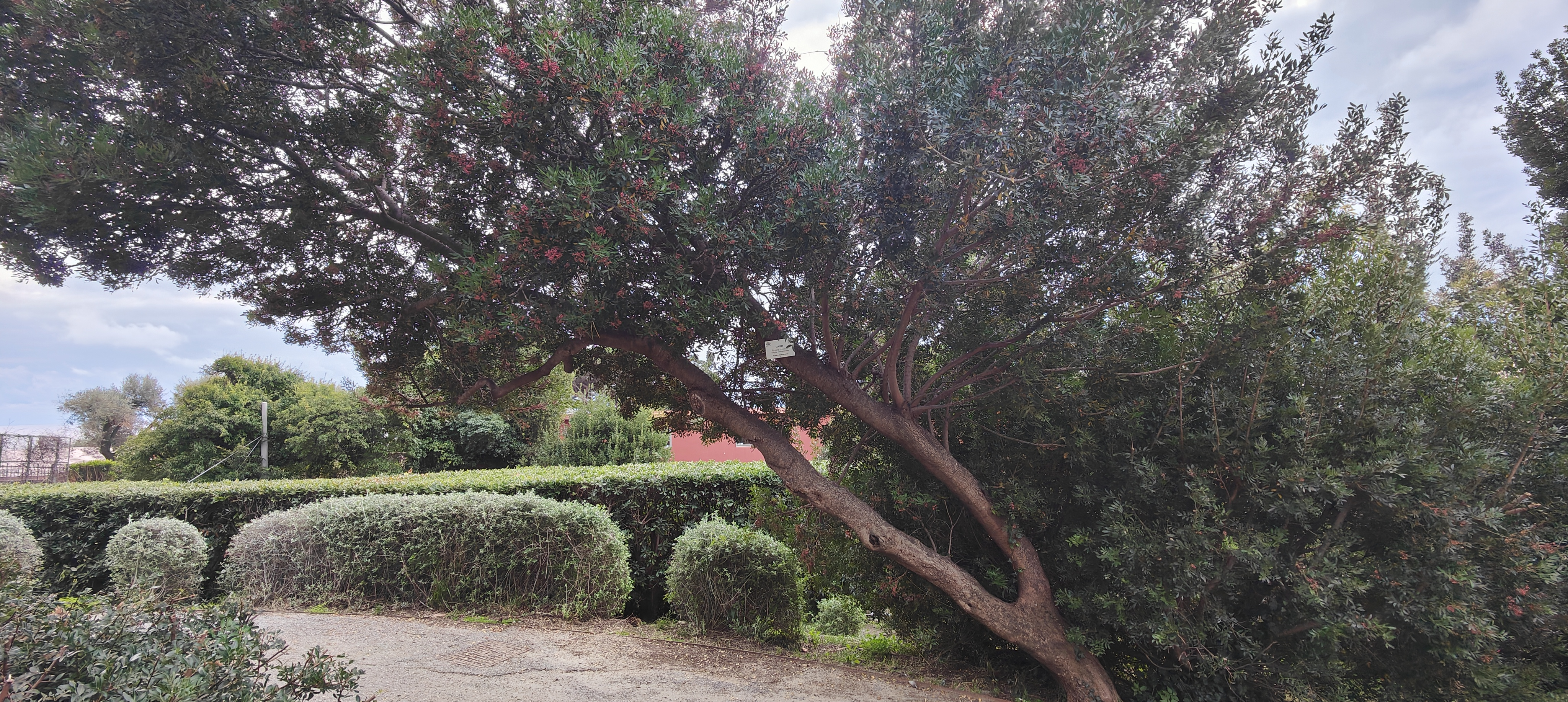
Un esemplare di Pistacia Lentiscus ai Parchi di Nervi

Il legname del lentisco è apprezzato per lavori di intarsio grazie al colore rosso venato. In passato veniva usato per produrre carbone vegetale e ancora oggi è apprezzato per alimentare i forni a legna delle pizzerie, in quanto la sua combustione permette di raggiungere alte temperature in tempi rapidi.

### Foglie
Le foglie, ricche di tannini, venivano usate per la concia delle pelli. I rami sono usati come verde ornamentale. Tale uso massiccio attraverso tagli indiscriminati senza alcun controllo da parte degli organi preposti sta causando seri danni ai boschi dell'Albania, della Tunisia e del sud Italia.
Per ovviare a tale distruzione dell'habitat si è cominciato timidamente a coltivarlo (primi impianti nella zona di Latina).
Le foglie, in Sardegna, venivano messe nelle scarpe dai contadini stessi per lottare contro la proliferazione batterica e i suoi cattivi odori.

### Resina

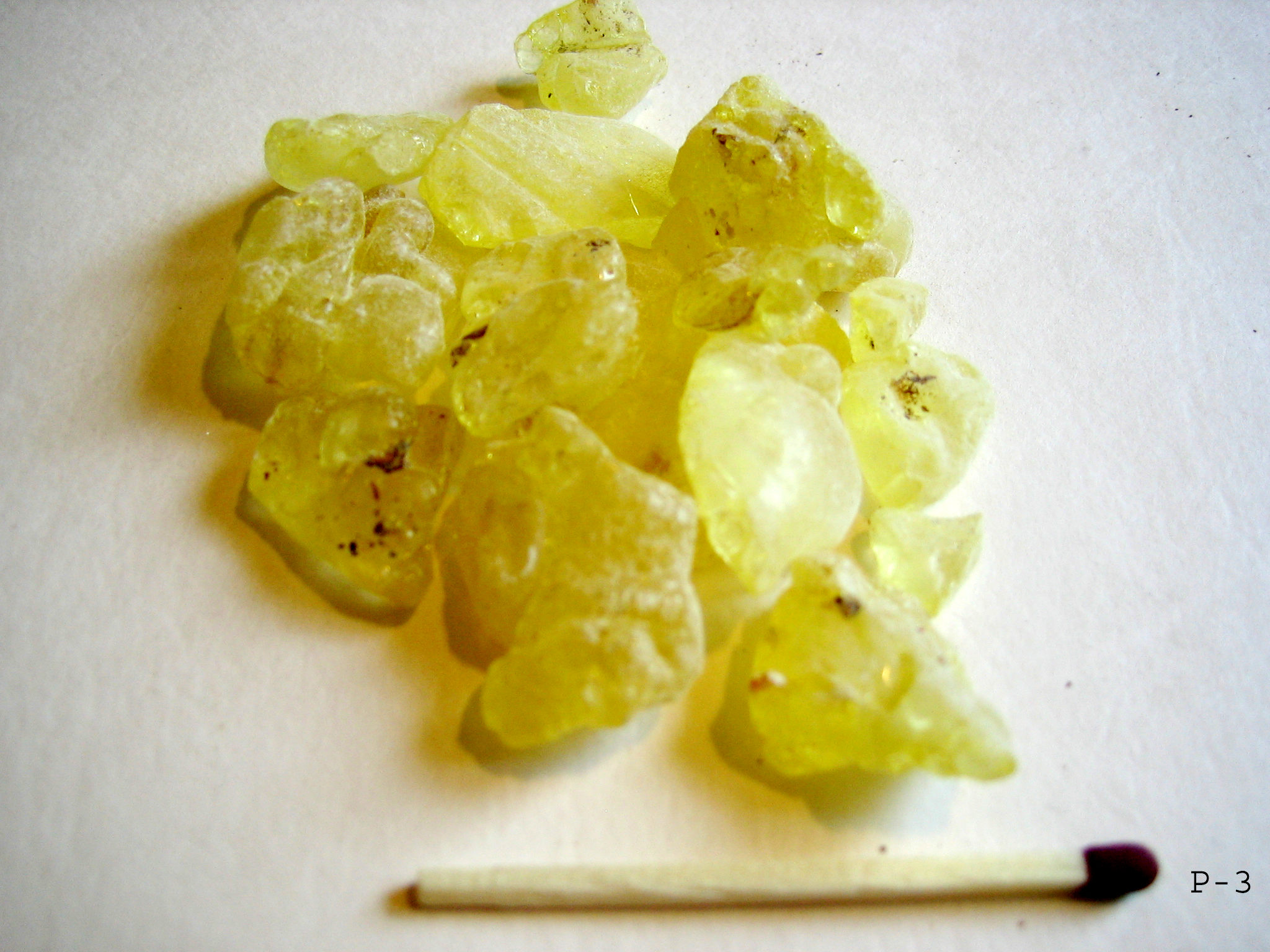
Mastice, ovvero resina del lentisco

La resina del lentisco è detta mastice di Chio  o mastic e in diverse lingue è indicata con il termine di mastice. Di colore giallo, veniva usata in passato come gomma da masticare anche per la sua azione benefica sul cavo orale (rassodante delle gengive e purificante dell'alito). È inoltre considerato antidiarroico.
Ancora oggi, come per il passato con la resina, sciolta nella trementina purissima, si prepara una vernice per impieghi artistici (pittura a olio e/o a tempera) sia per "mesticare" colori sia per restauri neutri su dipinti antichi. Le sue caratteristiche ne consentono infatti l'asportazione senza danno alcuno.
Sull'isola greca di Chio, che è il luogo di produzione della resina di maggior pregio, viene preparato un liquore aromatico derivato dalla resina, con funzioni digestive, molto apprezzato, il Mastìka. Inoltre viene prodotto anche un dolce caramelloso noto come "sottomarino vaniglia" (βανίλια υποβρύχιο, vanília ipobríchio), così chiamato perché viene servito su un cucchiaino, immerso in un bicchiere di acqua fredda, da mangiare come fosse un lecca-lecca e reimmergere in acqua per farlo ammorbidire di nuovo.
In Sardegna la resina viene usata nella produzione di un gin locale, il Giniu.
Gli impieghi attuali della resina vanno dalla profumeria all'odontotecnica (come componente di paste per le otturazioni e mastici per le dentiere). È anche impiegato come componente nella produzione della gomma da masticare e prende il nome di Mastice di Chios.
La resina si può estrarre praticando incisioni sul fusto e sui rami in piena estate e raccogliendola dopo che si è rappresa all'aria. Si sottopone a lavaggio per eliminare le impurità e si conserva dopo essiccazione in contenitori di legno.

### Frutti
Il frutto è una drupa, prima rossa e poi nera maturando. Ha un diametro di circa 4 mm. Il frutto, sebbene non comunemente consumato, è commestibile e ha un sapore simile all'uva passa.

## Giardinaggio

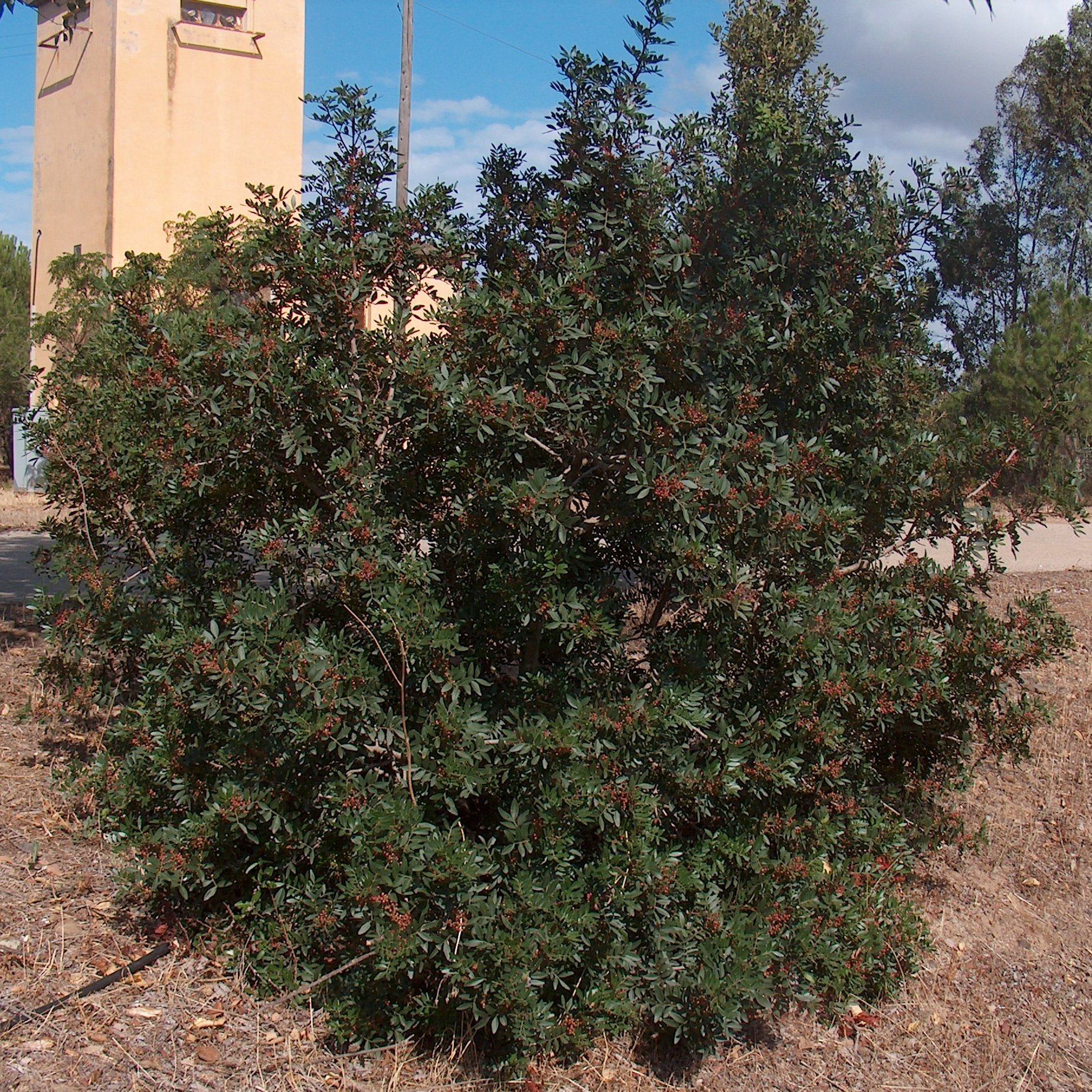
Arbusto a Villacidro

Il lentisco si presta per essere impiegato come componente di giardini mediterranei e giardini rocciosi. Poiché resiste bene alle potature drastiche è adatto anche per la costituzione di siepi geometriche, dal momento che la ramificazione fitta, la vegetazione densa e le ridotte dimensioni delle foglioline si prestano a questo scopo.